# Michael Ortega
Michael Javier Ortega Dieppa (Palmar de Varela, 6 aprile 1991) è un calciatore colombiano, centrocampista dell'Aurora.

## Carriera
Dopo essere stato nella squadra giovanile, ha fatto il suo debutto in prima squadra del Deportivo Cali il 7 marzo 2009 a 17 anni. Ha giocato i primi 68 minuti della partita contro il Junior Barranquilla. Il 4 agosto 2009, fece il suo debutto nella Copa Sudamericana come starter contro l'Universidad de Chile.
Il 10 luglio 2010 ha firmato un contratto con i messicani dell'Atlas.
Il 18 agosto 2011 passa in prestito al Bayer Leverkusen.

## Palmarès

### Club

#### Competizioni nazionali
- Copa Colombia: 2

Deportivo Cali: 2010
Atlético Junior: 2016